# Hervé Vouillot
Hervé Vouillot, né le 1er avril 1943 à Longeville (Doubs), est un homme politique français.

## Biographie
Hervé Vouillot est le cinquième enfant de Robert Vouillot et Lucienne Vouillot née Cattin, agriculteurs à Longeville. Il compte 5 frères et sœurs.
Après des études primaires dans son village et secondaires à Besançon, il étudie à la faculté de Dijon dont il sort diplômé en sciences économiques. Il devient professeur agrégé en sciences économiques et rejoint l'éducation nationale, jusqu'à sa retraite, en parallèle à sa carrière politique.
Hervé Vouillot écrit en 2006 un essai politique intitulé "la ville contre les grands ensembles, l'expérience de Quetigny d'une ville pionnière au ville durable", publié aux éditions Cêtres de Besançon.

## Détail des fonctions et des mandats
Mandats locaux
- 1984 - 1989 : Maire de Quetigny
- 1989 - 1995 : Maire de Quetigny
- 1995 - 2001 : Maire de Quetigny
- 1988 - 1994 : Conseiller général du canton de Dijon-2
- 1994 - 2001 : Conseiller général du canton de Dijon-2

Mandat parlementaire
- 21 juin 1981 - 1er avril 1986 : Député de la 2e circonscription de la Côte-d'Or